# Franco Monzino
Francesco Emanuele Monzino, meglio conosciuto come Franco (Celle Ligure, 28 luglio 1891 – Milano, 21 giugno 1953), è stato un imprenditore italiano, cofondatore della UPI e fondatore dei grandi magazzini Standa.

## Biografia
Figlio di Guido Monzino, commerciante milanese, e Maria Pagani, casalinga. Nacque a Celle Ligure nella casa di Costa Ravezza. La famiglia era di origine milanese, e dopo aver compiuto gli studi superiori a Genova, diplomandosi in ragioneria, e aver combattuto la prima guerra mondiale, si trasferì a Milano nel 1919.
Venne assunto a La Rinascente in un ruolo dirigenziale, essendo imparentato con la Famiglia Borletti, proprietaria del grande magazzino. Promosso direttore commerciale, nel 1927 ottenne l'incarico da Umberto Brustio di sviluppare un nuovo progetto distributivo, che si concretizzò con la nascita della UPI avvenuta lo stesso anno.
Nel 1931 si licenziò dalla società e creò un proprio marchio, la Standard Sams che dovette cambiare nome nel 1938 in Standa a seguito dell'autarchia imposta dal Governo Mussolini.
Il fratello Italo, oltre a collaborare con Franco, finanziò, nel 1981, l'omonimo centro di cardiologia milanese. 
Franco Monzino morì il 21 giugno del 1953 nella sua abitazione milanese; riposa nel cimitero maggiore di Milano.
Il figlio Guido fu un noto esploratore ed alpinista.

## Premio Franco Monzino
Nell'agosto 2022 si è tenuta la prima edizione del premio Eccellenze Cellesi intitolato a Franco Monzino e ideato da Ivan Drogo Inglese. Nella prima edizione il premio è stato assegnato al virologo Matteo Bassetti e agli imprenditori Paolo Calcagno e Marco Venturino.